# Paul Xuereb

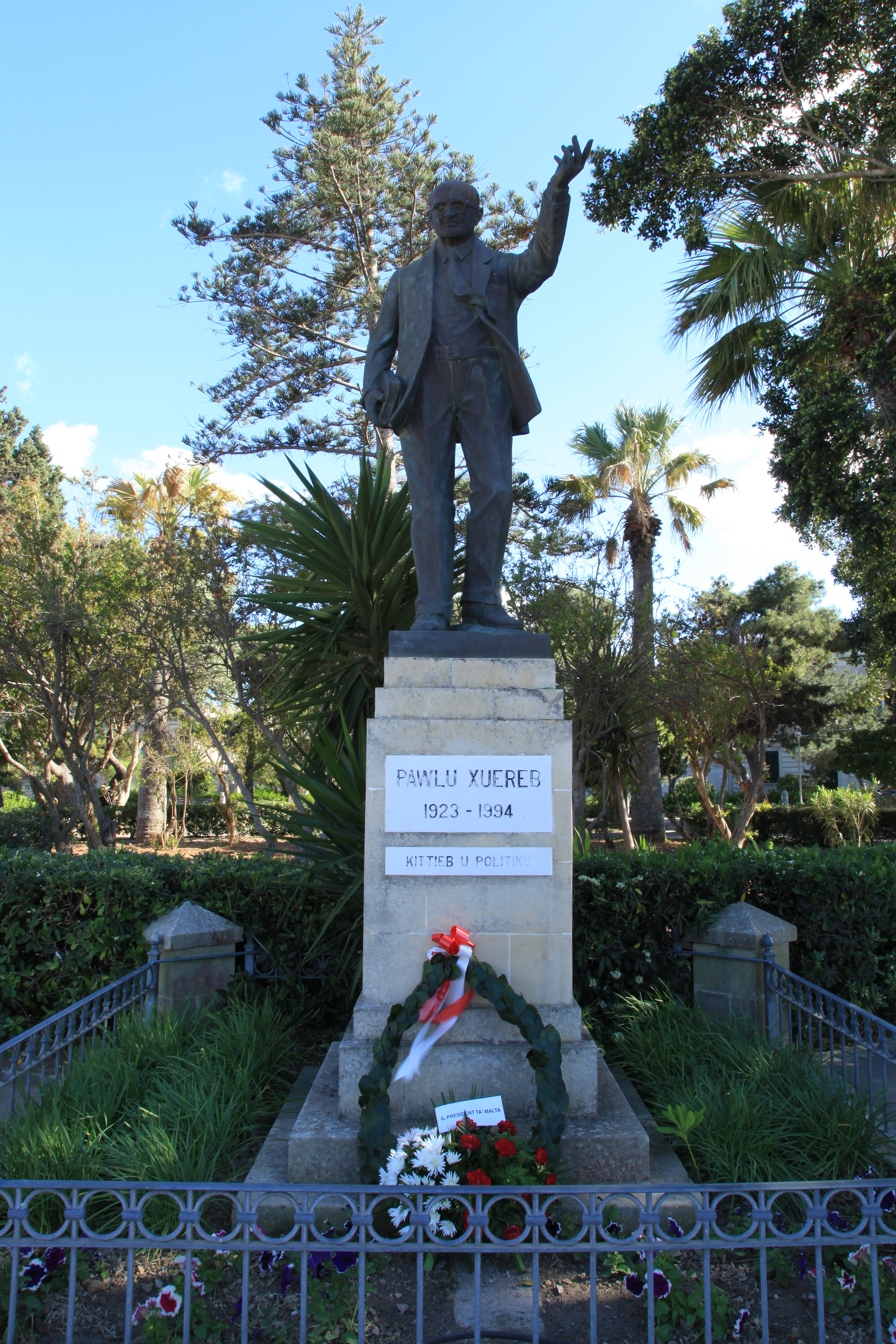
Memorial a Paul Xuereb

Pawlu "Paul" Xuereb (21 de julio de 1923 - 6 de septiembre de 1994) fue presidente interino de Malta entre el 16 de febrero de 1987 y el 4 de abril de 1989.
Estudió periodismo, economía política y ciencias políticas en la Universidad de Westminster. Tras terminar los estudios regresó a Malta en 1950 y se dedicó a actividades comerciales. En 1958 entró en el Departamento de Educación. En 1959 se convirtió en editor literario de Freedom Press y editor asistente en "The Voice of Malta", órgano del Partido Laborista, hasta 1964 en que fue nombrado director general de la editorial del partido. Entró en política en 1962, año en que fue elegido miembro del parlamento en las elecciones generales. Mantuvo el escaño en las elecciones de 1966, 1971, 1976 y 1981.
Xuereb fue nombrado presidente interino de Malta por el primer ministro Karmenu Mifsud Bonnici tras la expiración del mandato de Agatha Barbara el 16 de febrero de 1987 y se mantuvo en el cargo hasta la elección de Censu Tabone en 1989.
Una estatua en su honor diseñada por el escultor Anton Agius se levanta en Howards' Gardens, en el exterior de la murallas de Mdina.